# 費爾維尤鎮區 (明尼蘇達州卡斯縣)
費爾維尤鎮區（英語：Fairview Township）是一個位於美國明尼蘇達州卡斯縣的行政鎮區。

## 人口
根據2020年美國人口普查的數據，費爾維尤鎮區的面積為103.20平方千米，當中陸地面積為92.50平方千米，而水域面積為10.70平方千米。當地共有人口889人，而人口密度為每平方千米9人。